# Ronduit op drie
Ronduit op drie was een wekelijks Nederlands radioprogramma, dat van medio 1977 tot 1992 werd uitgezonden door de EO op Hilversum 3. Het programma werd gepresenteerd door Jan van den Bosch. In de beginjaren - eind jaren zeventig - presenteerde hij dit programma samen met Anneke Slingerland, die daarna naar Kenia vertrok voor zendingswerk. Ook producer Jaap de Wit was jarenlang aan dit programma verbonden.
Het programma bracht de rustigere gospelmuziek zoals 2nd Chapter of Acts, Keith Green, Don Francisco, Scott Wesley Brown en Twila Paris. Ook was er christelijke muziek uit Nederland te horen zoals Elly & Rikkert en de Burning Candles.
Onder meer hield Henk Binnendijk een ongeveer vijf minuten durend praatje met Bijbelse strekking.
In 1981 richtte Jan van den Bosch de Ronduit-club op, en begon hij Ronduit-reizen te organiseren. Daarnaast werden er weekends georganiseerd op conferentie-centrum de Burght in Burgh-Haamstede. Steevast kwam tijdens deze weekenden het programma dan ook live daarvandaan en werden er in de reguliere zendtijd fragmenten van uitgezonden.
Vanaf oktober 1984 werd het programma ook op de woensdagochtend uitgezonden. Per 1 december 1985, bij het behalen van de A-status door Veronica en de invoering van de nieuwe indeling/schema's van de Nederlandse publieke radiozenders, verdween het programma op de vrijdagochtend, maar het bleef tot en met september 1992 op de woensdagochtend. Door de invoering van de nieuwe horizontale programmering op Radio 3 per maandag 5 oktober 1992, verdween het programma van de zender.
Liefhebbers van de hardere muziek zoals die van de Amerikaanse rockband Petra, kwamen in de jaren erna aan hun trekken in het programma GospelRock van de NCRV.